# The Show Must Go On (Pink Floyd)
«The Show Must Go On» és una cançó del grup britànic de rock progressiu Pink Floyd que apareix al seu onzè àlbum, The Wall, del 1979. Fou escrita, com la majoria de l'àlbum, per Roger Waters. Per por a que la pel·lícula Pink Floyd: The Wall s'allargués massa, el tema va ser excluït del seu soundtrack, al igual que "Hey You".

## Lletra i composició
El protagonista d'aquest àlbum conceptual, Pink, parla sobre el control dels productors musicals que han arruïnat la seva vida.
L'espectacle del títol és una metàfora de la vida. Pink s'ha aïllat dins del mur i viu una vida monòtona. Llavors decideix que tot ha de continuar, però l'estrès li impedeix escapar de l'al·lucinació que ha començat a "In the Flesh".
Waters va voler crear un efecte que simulés el so de The Beach Boys per als cors i va obtenir ajuda d'un dels membres d'aquest grup, Bruce Johnston.

## Personal
- David Gilmour: Guitarra, baix, veus
- Nick Mason: Bateria, percussió
- Richard Wright: Sintetitzador
- Bob Ezrin: Piano, sintetitzador
- Joe Chemay: Cors
- Stan Farber: Cors
- Jim Haas: Cors
- Bruce Johnston: Cors
- John Joyce: Cors
- Toni Tennille: Cors